# Three World Financial Center
Il Three World Financial Center, conosciuto anche come American Express Tower, è uno dei trenta grattacieli più alti di New York, è situato tra West Street e Liberty Street Vesey Street a Lower Manhattan.
Alto 225 metri (739 piedi), l'edificio è il più alto dei quattro del World Financial Center, complesso che sorge nel sud-ovest di Manhattan.

## Storia
L'American Express Tower è stata gravemente danneggiata dai detriti derivati dal crollo delle Torri Gemelle, avvenuto l'11 settembre 2001. Nell'angolo sud-est dell'edificio è stato pesantemente danneggiato, anche se i danni non sono stati così gravi da creare una minaccia di crollo.
Il Palazzo, pertanto, è rimasto chiuso per restauro fino a maggio 2002 a seguito dei danni subiti durante gli attacchi terroristici.
L'edificio è il quartier generale e sede mondiale di American Express, anni fa fu anche la sede di Lehman Brothers Holdings Inc.
Oggi la società American Express è la sola proprietaria dell'intero stabile.

## Architettura
È simile al Two World Financial Center, a eccezione del tetto che in questo caso è una piramide, invece che una cupola.
Si tratta di uno dei tanti esempi di architettura postmoderna di New York, progettato da Cesar Pelli & Associates, occupa una superficie di 195.000 m², adibita ad uffici. Si collega al resto del World Financial Center attraverso un cortile che conduce al Winter Garden Atrium.